# Necrobia rufipes
Necrobia rufipes är en skalbaggsart som beskrevs av De Geer 1775. Necrobia rufipes ingår i släktet Necrobia och familjen brokbaggar. Arten är reproducerande i Sverige. Inga underarter finns listade i Catalogue of Life.

## Bildgalleri

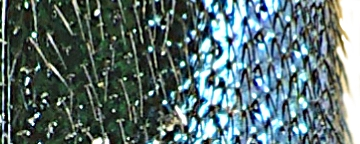
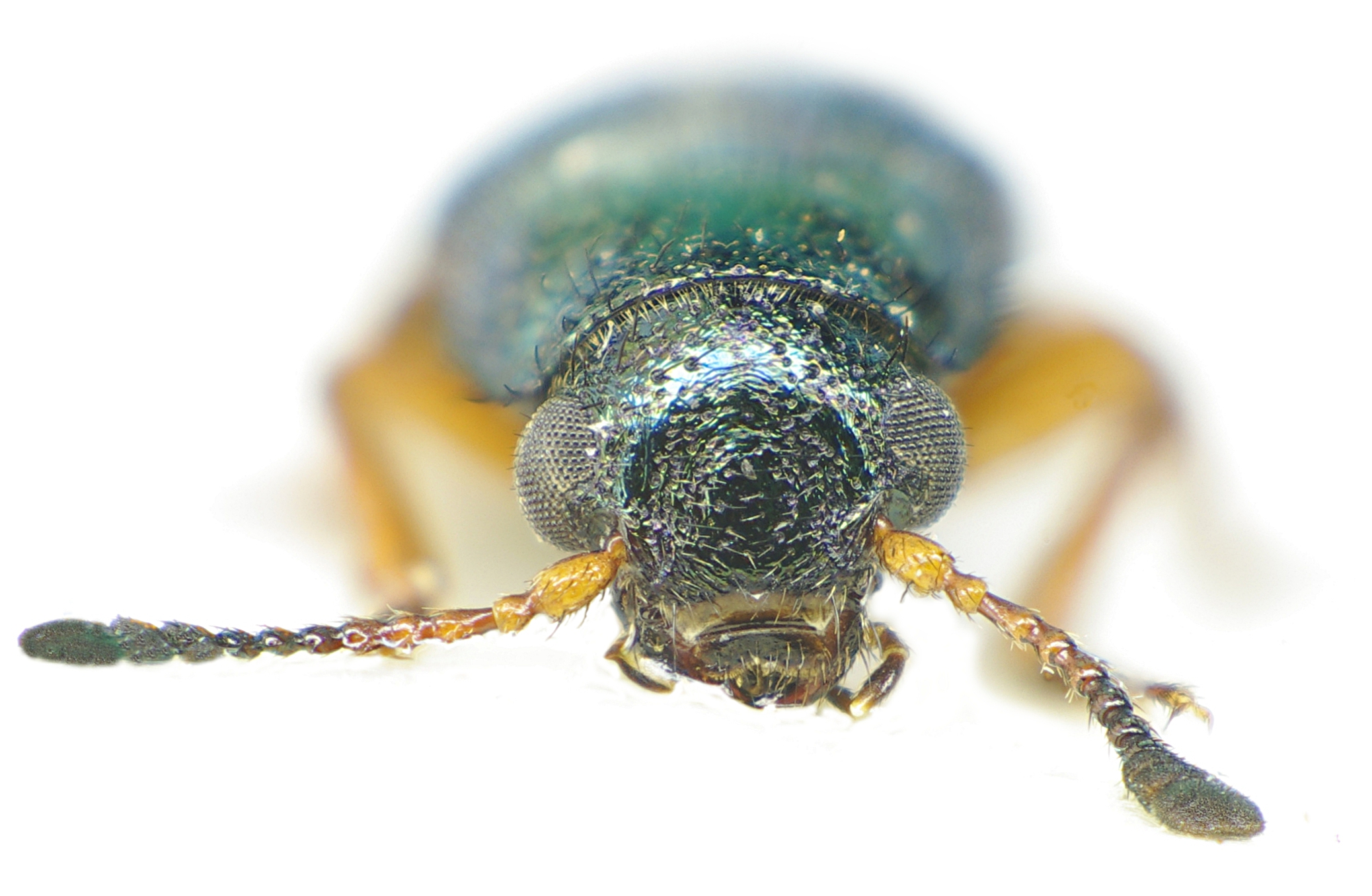
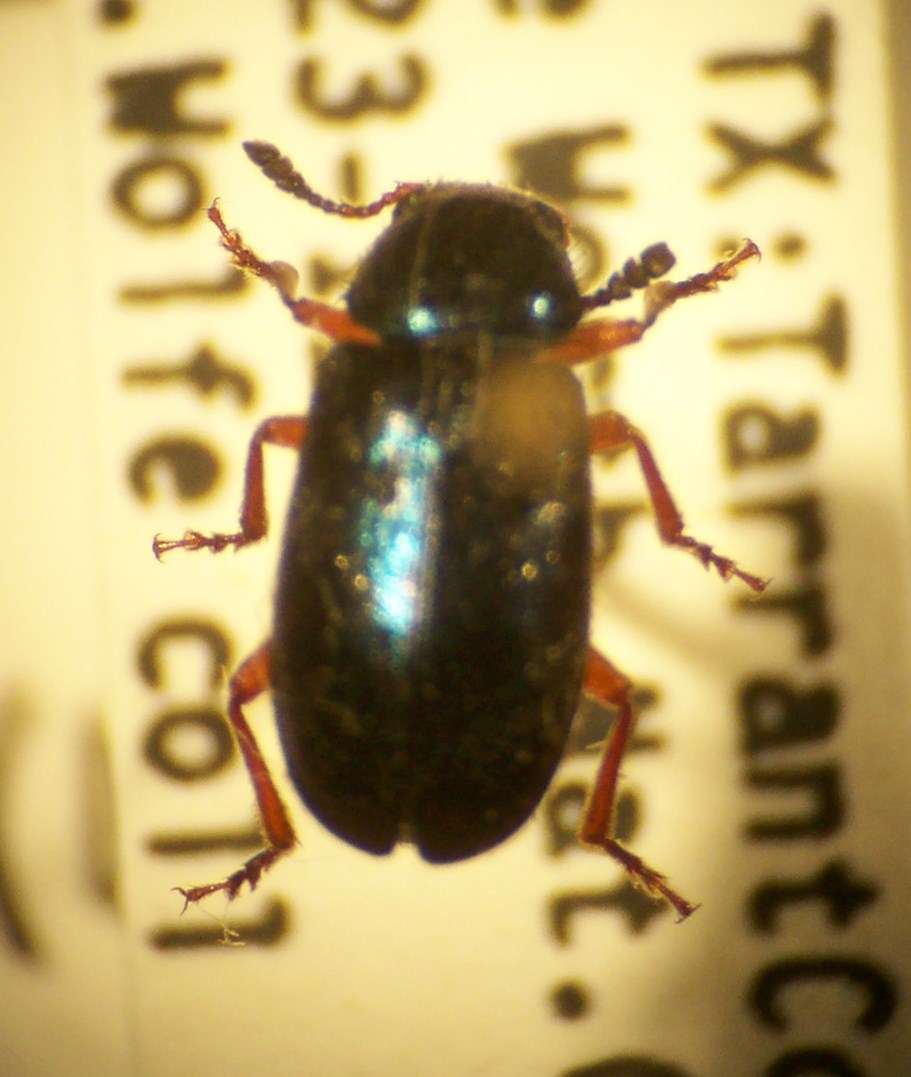
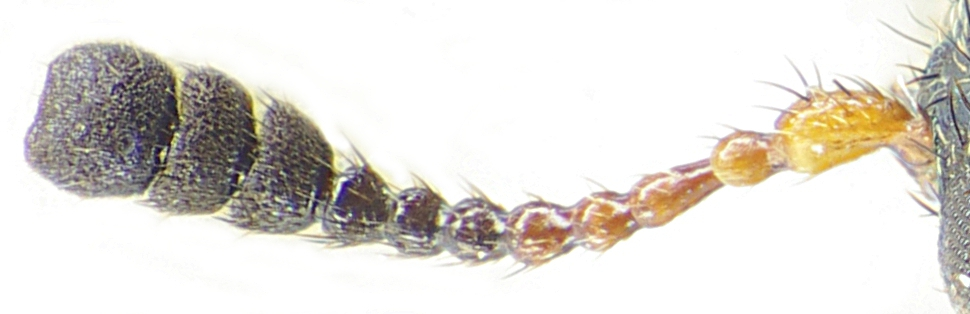
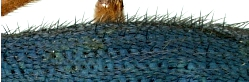
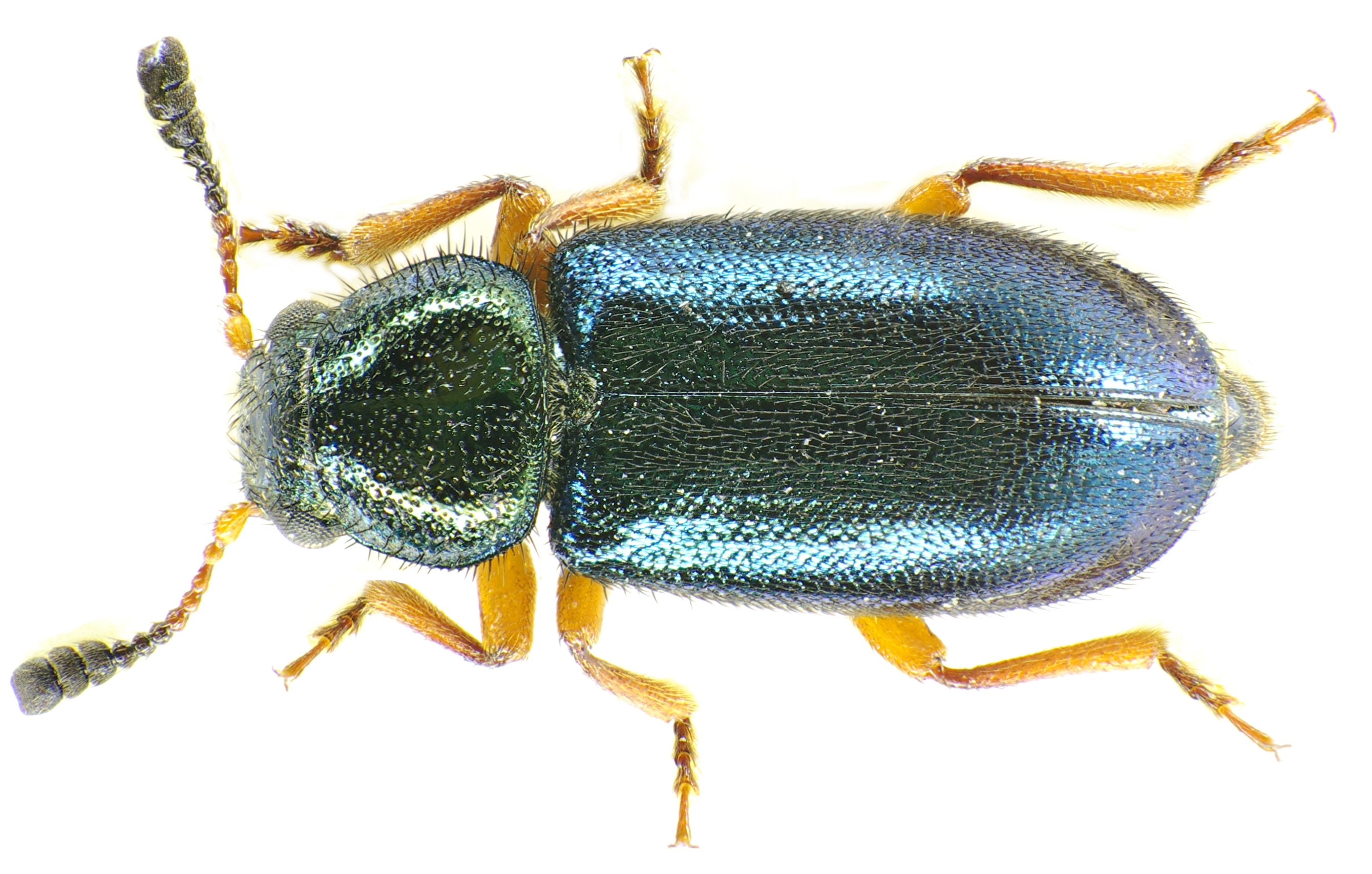